# 박영진 (야구인)
박영진(1958년 7월 27일~)은 대한민국의 전 야구 선수이자, 전 야구 감독이다.

## 프로 데뷔 전
1977년 대구상원고등학교의 청룡기 우승을 이끌고 우수투수상을 받았는데 그 당시 쓸만한 투수가 본인(박영진) 양일환 권기홍 밖에 없어 정동진 감독이 1년 유급시켰다. 성균관대 시절에는 농협 야구단에서 스카웃 제의를 받기도 했다.
한편, 고등학교 동문 이만수와 함께 건국대 고려대 중앙대가 두 사람 스카우트 경쟁을 펼쳤으며 본인(박영진) 이만수에 앞서 1976년 말 고교야구 대어로 떠오른 김시진을 놓고 건국대 연세대 고려대가 스카우트 경쟁을 펼쳤으나 현금 500만원과 동료 5명을 원하는 조건(건국대) 동료 5명(연세대) 동료 4명(고려대)을 더 받는 조건 때문에 무산됐으며  이에 한양대가 김시진을 비롯한 나머지 8명을 받아주겠다는 약속을 하자 한양대 진학을 선택했다.

## 삼성 라이온즈 시절
1982년 원년멤버로 입단했다. 고교 시절 혹사로 인해 많은 이닝을 소화하지는 못해 주로 불펜으로 등판했다.

## 기록
- 1982년: 6경기 8.1이닝 1세이브 ERA 8.64
- 1984년: 1경기 1이닝 ERA 18.00

## 등번호
- 11 (1982~1983)
- 33 (1984)

## 출신 학교
- 대구수창초등학교
- 능인중학교
- 대구상업고등학교
- 성균관대학교

## 같이 보기
- 1982년 삼성 라이온즈 시즌
- 1984년 삼성 라이온즈 시즌